# 貝爾 D-292
貝爾 D-292（英語：Bell D-292）是貝爾直升機公司為美國陸軍先進複合機身計劃 (ACAP) 開發的實驗直升機，並作為輕型直升機實驗 (LHX) 計劃研究的一部分。

## 發展
貝爾 D-292是根據美國陸軍的先進複合機身計劃 (ACAP) 開發的，該項目旨在開發全複合材料的直升機機身，以繼續LHX計劃。1981年2月，合同同時授予塞考斯基飛機公司和貝爾直升機公司，而西科斯基提交西科斯基 S-75。 兩家公司都需建造三個機身(一個工程樣本、一個靜態測試版本和一個飛行測試版本)。
貝爾 D-292使用與貝爾222同款的發動機、傳動裝置、雙葉片主旋翼和尾旋翼、尾梁、垂直尾翼和旋翼吊架。然D-292採用複合材料取代了金屬機身，其強度更高，重量更輕，並且製造和維護成本更低。
D-292(序號 85-24371)於1985年8月30日首飛，隨後由於資金和工業問題而延誤。 

## 外部連結
- The Sikorsky Legacy S-75 Advanced Composite Airframe Program
- LHX program on globalsecurity.org （页面存档备份，存于）